# 花火 (aikoの曲)
「花火」（はなび）は、日本のシンガーソングライター・aikoのメジャー3作目のシングル。ポニーキャニオンから1999年8月4日に発売。

## 解説
- 初のオリコンTOP10入りを果たしたシングル。
- 前作「ナキ・ムシ」から5ヶ月ぶりのリリース。
- 初回限定盤は全5種類(赤・青・緑・白・黄)の「匂い玉」付きとなっている。また、歌詞カードに匂い玉に関する注意書きが追記されている。
- 通常盤には帯がついているが、初回限定盤には帯がついていない。
- PVは「イメージスタジオ109」にて撮影。

## 制作の背景
1998年にデビューしたaikoは、作品の宣伝等で多忙をきわめ、毎年友人と観にいっていた地元の花火大会に行けなくなるほどだった。
aikoが、花火大会に行きたかったと思いながらベッドに入った時、カーテンの隙間から星が見え、そこから「花火」の歌詞を思いつき、次いで曲を作り上げた。「花火」の歌詞に登場する「夏の星座にぶらさがって上から花火を見下ろして」とは、その時にaikoが「夏の星座にぶらさがって、上から花火を見下ろせればいいのに」という気持ちを綴った。
「相合傘」は、4th アルバム「秋 そばにいるよ」にて「相合傘（汗かきmix）」として収録された。再収録について、オリジナルアレンジとライブアレンジの差別化を図るため、と語っている。

## 収録曲
全曲 作詞・作曲：AIKO、編曲：島田昌典
1. 花火
2. 親指の使い方
3. 相合傘
4. 花火（Instrumental）

## タイアップ
「花火」は、サークルK（現・ファミリーマート）「冷やし中華/ひんやり夏ラーメン」のCMソングと、テレビ朝日系列『激マジ!!〜ティーンのホンネ〜』エンディングテーマとしてタイアップされた。
また、シングル発表から5年近く後の2003年に放送されたテレビアニメ『まっすぐにいこう。』のエンディングテーマにも起用されており、彼女にとってテレビアニメのEDテーマを務めるのは今作が初となった。
さらに、2015年3月22日より、天神祭に因んでJR西日本大阪環状線天満駅の発車メロディに使用されている。

## 反響
初登場順位は26位だったがその後、徐々に順位をあげ、発売7週目で自身初のオリコンTOP10入りを果たした。また、このシングルはオリコンランキングで20週間のチャートインを記録した。
さらに、2009年にオリコンが実施した『夏に恋をしたら聴きたくなる曲』のアンケートでは1位を記録した。
最終的に、本作は彼女を代表する曲の一つとなった。

### 批評家の反応
小貫信昭は歌ネットによせた記事の中で、「花火」の歌詞について、成就しない一途な恋がなかなか上がらない花火にたとえられているとした一方で、サビでは解放された気分になると述べている。また、小貫はさびの「夏の星座にぶら下がって上から花火を見下ろして」というフレーズについて、「誰も思いつかないスペクタクルな感覚が素晴らしい」と評価している。
さらに、小貫は「花火」にブルー・ノート・スケールが用いられている点についても触れており、一途な思いながらも、時折気持ちが揺れる様子を表現するのに役立っていると評価した

## パフォーマンス
1999年8月13日、aikoはテレビ朝日系列『ミュージックステーション』に初めて出演し、「花火」を披露した。その際、生放送中に司会のタモリにポニーキャニオンの名刺を渡した。